# Cognac Gautier
Pour les articles homonymes, voir Gautier.
La Maison Gautier, ou plus couramment les Cognac Gautier, est une entreprise de production de cognac appartenant au groupe Marie Brizard Wine & Spirits. Fondée en 1755, elle est l'une des plus anciennes maisons de Cognac.
Les chais de la Maison Gautier sont établis dans un ancien moulin à eau d'Aigre sur la rivière de l'Osme, en Charente.

## Histoire
La famille Gautier, forestiers en forêt de Tronçais, vendait à l'origine du chêne aux tonneliers charentais.
En 1644, Charles Gautier dit « Gautier De La Plaine » épouse Jacquette Brochet, fille de vignerons d'Aigre. Dès 1700, leur petit-fils, Louis Gautier développe le négoce du cognac. Il participe à l’expansion de ce commerce et à l’essor considérable de la Maison Gautier. Il y avait alors deux voies de diffusion : pour l'exportation, la Charente fluviale depuis Cognac, puis Rochefort et La Rochelle ; et la route passant par Aigre pour les ventes métropolitaines vers Tours, Orléans et Paris.
En 1755, la famille obtient le Droit Royal de production et l’acte constitutif de la Maison signé par Louis XV. C’est ainsi que la Maison Gautier est fondée et les chais installés dans l’ancien moulin à eau d’Aigre. Ses produits connaîtront une diffusion mondiale dans le courant de la seconde moitié du XIXe siècle.
L'affaire est cédée par la famille Gautier après la Seconde Guerre mondiale à ses cousins Hériard-Dubreuil. Les deux derniers membres de la famille ayant travaillé dans la maison jusqu'au début des années 1950 sont décédés en août 2010 (Georges Gautier) et en septembre 2011 (Yves Gautier).
En 1995, la société Gautier rejoint le groupe Marie Brizard. En 2006, ce dernier est racheté par le groupe Belvédère. Le Groupe est affecté d'une procédure de sauvegarde en 2008 et d'une procédure de redressement judiciaire en 2011 ; cette actualité économique et judiciaire inquiète les salariés de la Maison Gautier. Après quelques modifications du capital social, le groupe Belvédère prend finalement le nom plus « porteur » de Marie Brizard Wine & Spirits le 1er juillet 2015.
En novembre 2015, une bouteille de cognac Gautier, datée par expertise de 1762, a été achetée aux enchères 59 500 dollars par un groupe de collectionneurs polonais, qui se sont partagé ce flacon exceptionnel. Il s'agissait alors d'un record mondial quant au prix, dû à la plus grande ancienneté jamais prouvée pour une eau de vie,. Ce record a été battu en mai 2020 chez Sotheby's à Londres, un collectionneur privé asiatique acquérant une autre bouteille de 1762, dite "la grande sœur", pour un peu plus de 118 000 £, soit 131 000 euros.

## Devise et logotype

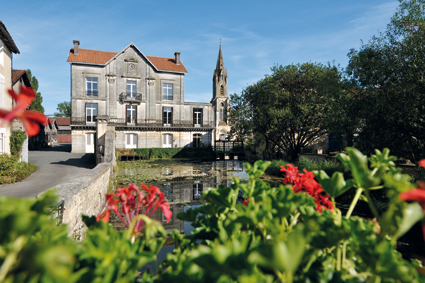
Maison Gautier.

La devise de la Maison Gautier est Du galt mer sui (« Je suis le Seigneur de la Forêt »).
À l'origine le logo de la marque s'inspirait de l'héraldique avec un blason constitué de trois rencontres de cerfs surmontées d'une couronne fantaisiste (ie non héraldique) crénelée. L'origine de ces armes commerciales n'est pas documentée, mais semble rappeler les origines de la famille Gautier en forêt de Tronçais. Depuis une dizaine d'années le logotype de la marque représente le bâtiment abritant les Cognacs Gautier, c'est-à-dire le moulin sur l'Osme.

## Collection
Présentation par gamme :
- Gamme Classique : VS, VSOP, XO Gold & Blue, Extra1755, Tradition Rare.
- Gamme Cigare : XO Pinar Del Rio, Vieux Pineau Panatela.
- À base de Cognac : Pineaux des Charentes Blanc et Rosé, liqueur à base de Cognac "Sève by Gautier".
- Le Cognac EDEN.

## Données financières
En 2016 la société a réalisé un chiffre d'affaires de 9 millions d'euros[réf. souhaitée].